# Hélène Roussel (journaliste)
Ne doit pas être confondu avec Hélène Roussel.
Pour les articles homonymes, voir Roussel.
Hélène Roussel, née en 1978 à Châteaubriant, est une journaliste de radio et de télévision française. 
Elle officie notamment sur France Inter. Dans les années 2010, elle est aussi présente sur le petit écran, dans des émissions de France 5 et France 4 puis d'Arte.

## Biographie

### Enfance et études
Hélène Roussel passe son enfance à Châteaubriant, avant de faire son lycée à Nantes, où elle passe son bac en 1996. Sa première expérience de radio remonte à Hit West, la radio musicale nantaise. Elle effectue ensuite des stages et CDD à Ouest-France et France Bleu Loire Océan, pendant ses études à l'école de journalisme du Celsa. 

### Carrière radiophonique
Elle commence comme journaliste sur France Bleu Loire Océan, puis elle rejoint  France Inter en 2011 où elle présente ensuite les journaux de 6h et 7h30 dans l'émission Le Sept neuf, sur France Inter jusqu'en 2017. 
Entre 2014 et 2017, en plus de la présentation des journaux de la tranche matinale de France Inter, elle anime une rubrique sur les questions des auditeurs. 
Durant la saison 2017-2018, elle anime la pré-matinale  d'information Le Cinq sept de France Inter. Le 6 juillet 2018, elle quitte le Cinq sept. Enceinte, elle ne reprendra pas l'émission à la rentrée de septembre 2018. 
Elle est de retour à l'antenne de France Inter au cours de la saison 2018-2019 à la présentation de journaux, notamment au cours de la matinale. 
Durant la saison 2019-2020, elle occupe différentes tranches. Elle assure les remplacements d'Agnès Soubiran et Amélie Perrier pour les éditions de 7h et de 18h, puis remplace Nicolas Demorand à la présentation du 7/9 de France Inter durant les vacances d'hiver puis pendant les vacances d'été 2020 (juillet) et 2021 (août).
En 2020-2021, elle présente les journaux de la matinale week-end de France Inter.
À partir de la rentrée 2021, elle retrouve le journalisme de terrain en étant correspondante à Saint-Nazaire pour France Bleu Loire Océan.

### Carrière télévisuelle
En février 2014, elle remplace temporairement Maxime Switek dans l'émission C à vous sur France 5.
En mai 2015, elle participe à l'émission Je vous demande de vous arrêter sur France 4,.
À partir du 8 novembre 2015, elle est choisie pour présenter l'émission T'as tout compris sur France 4, le dimanche après-midi,, programme qui décrypte l'actualité pour les enfants et les jeunes adolescents. L'émission dure une saison. 
Depuis le printemps 2019, elle participe également régulièrement en tant que co-intervieweuse et chroniqueuse à l'émission 28 Minutes sur Arte. 